# بلغان
بلغان (بالفارسية: بلغان) (بالإنجليزية: Bolghan)‏، قرية في ناحية جويم (بالفارسية: بخش جويم)، قسم هرم الريفي، مقاطعة لارستان، محافظة فارس، إيران. يبلغ عدد سكانها حسب إحصاء عام 2006 ميلادية 2,284 نسمة في 484 عائلة.